# Veljko Poduje
Veljko Poduje (* 24. Februar 1907 in Šibenik; † 2. März 1993 in Rijeka) war ein jugoslawischer Fußballspieler, der vorwiegend im Mittelfeld agierte. Er war zudem als Fußballtrainer und Schiedsrichter tätig.

## Laufbahn
Poduje war als Spieler von 1922 bis 1932 für Hajduk Split tätig, mit denen er 1927 und 1929 die jugoslawische Fußballmeisterschaft gewann. Insgesamt absolvierte er für Hajduk 248 Spiele, in denen er 25 Tore erzielte. In seinem letzten Jahr bei Hajduk übernahm er kurzzeitig auch die Rolle als Cheftrainer, bevor er im selben Jahr seine aktive Laufbahn beendete, um in Zagreb ein Wirtschaftsstudium zu absolvieren.
Nach seinem Studium ließ er sich in Rijeka nieder, wo er unter anderem die Mannschaft von HNK Orijent 1919 Rijeka trainierte. Dort arbeitete er als Redakteur des Sportprogramms von Radio Rijeka sowie als Lehrer an der Ökonomischen Fachhochschule.
Zu seiner aktiven Zeit als Spieler bestritt er zudem zwischen 1924 und 1926 drei Länderspiele für Jugoslawien, die allesamt gegen die Tschechoslowakei (0:2, 0:7 und 2:6) verloren wurden. Bei seinem Länderspieldebüt am 28. September 1924 kamen mit Ausnahme des Torhüters ausschließlich Spieler von Hajduk Split zum Einsatz. Bei diesem Spiel wirkte auch sein älterer Bruder Šime Poduje mit.

## Erfolge
- Jugoslawischer Meister: 1927 und 1929